# 歐晉德
歐晉德（1944年11月19日—），生於中華民國福建省永安縣，是臺灣政治人物、土木工程學者，現任天主教善牧基金會董事長、看見．齊柏林基金會董事長。曾任交通部國道新建工程局首任局長、行政院公共工程委員會主任委員、副主任委員、臺北市副市長、台北智慧卡票證公司（現悠遊卡公司）董事長、台灣高速鐵路公司執行長、董事長等。

## 家庭
- 歐晉德於1949年隨父母來台，定居臺東，父母皆於台東女中任教，全家人篤信天主教。

## 生平

### 早年
- 1966年，歐晉德自國立成功大學取得碩士學位。
- 1972年，美國凱斯西儲大學博士。
- 1973年，以台灣首位大地工程博士身份回國加入中華顧問工程司。
- 1976年，歐任職亞新工程顧問公司，先後擔任經理、協理、總工程師、副總經理等職務。
- 1987年，歐應行政院國軍退除役官兵輔導委員會榮民工程事業管理處處長陳豫之邀，加入榮工處擔任總工程司。
- 1989年，轉任交通部南宜快速公路工程籌備處兼處長；後於籌備處改組後擔任交通部臺灣區國道新建工程局局長，任內最重要的任務為主導興建北部第二高速公路。
- 1994年，歐晉德出任行政院公共工程委員會副主任委員。
- 1995年，接任行政院公共工程委員會主任委員。

### 台北市副市長
- 1998年出任台北市政務副市長。
- 1999年9月21日，集集大地震造成台北市東星大樓倒塌，數百人被困其中；時任台北市副市長的歐晉德率領救災團隊在現場搶救災民。
- 2001年9月17日，納莉颱風台北市區水災的救災及善後行動。
- 2000年3月18日及2004年3月20日，處理總統大選台北市街頭的街頭抗議事件。
- 2003年4月5月間，處理SARS傳染導致和平醫院及仁濟醫院封院事件[4]。

### 台北智慧卡董座
- 2004年8月離開市府[5][6]。
- 2004年，歐晉德出任台北智慧卡票證公司董事長，任內推出悠遊卡手錶。悠遊卡也於2005年10月突破六百萬張發行量大關[7]。

### 高鐵經歷

#### 任職經歷
- 2006年6月，歐晉德進入高鐵公司擔任資深顧問[8]，歐晉德以泛藍的身份加入被貼上綠色標籤的高鐵公司引發了當時政壇及媒體的熱烈討論[9]。
- 2006年10月1日歐晉德轉任執行長。
- 2008年5月512四川大地震發生後，於5月16日率領中華民國紅十字會出發參與震災救援[10][11]。
- 2009年9月22日歐晉德接任董事長[12]，達成政府主導、實質接管的局面，以利銀行團配合運作，使用借新還舊的手法，與8家銀行達成協議，完成了3820億元聯貸案，創國內金融史紀錄，雖然造成銀行團極大風險。但鋌而走險確實能解決高鐵當前的財務危機。[13][14][15]。

#### 高鐵大停電
- 2013年11月2日高鐵發生大停電，停電長達兩小時二十三分，延誤最久的3班車為2小時9分、2小時7分和1小時52分，總共18班次延誤30分鐘以上。受困車上乘客表示，不只停電造成車廂悶熱。沒有高鐵人員出面表示到底為何列車停止不動。
- 當天高鐵的態度強硬，堅持此次是局部停駛，只開放退票，沒有額外賠償。而且賠償方案也是惹民怨，原班次停駛後改搭其他班次，無論延誤多久，都不退費；退費只退一半也惹爭議，例如台北到高雄乘客，因為停電在台中耽誤，退費只退台中到高雄，引發眾怒。
- 11月5日，歐晉德在立法院用拒審預算的壓力下，公開致歉，並且不再堅持退費一半，賠償方案改成全額退費並加贈一張半價乘車券。[16][17][18]

#### 兼任連勝文競選總顧問
- 國民黨中央委員連勝文宣布參選台北市長時，曾保證歐晉德擔任他的「市政顧問團」總團長，只是單純諮詢，不是輔選，不會耽誤歐的工作。
- 2013年10月，高鐵票價調漲，而後5個月出狀況6次。輿論指，高鐵都顧不好，還有時間顧選舉？[19]
- 交通部長葉匡時批評「高鐵出包頻率太高，我很失望，歐晉德應專心在高鐵。」
- 交通部長葉匡時后又重申，歐晉德是專職的高鐵董事長兼執行長，若要接外面的業務，也應先經過董事會同意。

#### 請辭高鐵董座、執行長退休
- 2014年3月6日，立法院交通委員會原先預定將邀請交通部長葉匡時、高鐵董事長歐晉德，就高鐵董事長擔任連勝文競選團隊總顧問適宜性等議題，做專案報告並列席備詢。[20]
- 2014年3月5日，歐晉德辭去董事長職務，理由是運轉安全調度及票價調漲對社會造成紛擾，他願承擔責任。
- 台灣高鐵發言人賈先德證實，歐晉德辭去財團法人中華航空事業發展基金會法人董事代表人，自然也失去董事長身分。
- 賈先德說明，歐晉德請辭，與歐晉德擔任連勝文競選團隊顧問一事無關，且請辭一事考量已久，並非臨時起意。對於歐晉德請辭一事，中國國民黨中央委員連勝文表示，心裡很震撼，也感到很遺憾。[21][2][3]
- 請辭前，在高鐵行銷部任職的兒子歐立偉被升任行銷部經理。
- 歐晉德只深夜傳真請辭需要到立法院備詢的高鐵董事長，但是歐晉德並未辭去不需到立法院備詢的高鐵執行長一職。[22]3月13日高鐵召開董事會，確認由期交所董事長范志強接任，同時通過歐晉德的執行長退休案。[1]
- 高鐵前董事長歐晉德三月閃辭後。消基會認為，歐任內未將轉轍器問題處理好，高鐵應追回他的退休金。[23]

### 教職
- 國立中央大學 兼任副教授及教授（1973年－1975年、1981年－1982年）
- 國立成功大學土木工程研究所 兼任副教授（1977年－1978年）
- 國立台灣科技大學 精誠講座教授（1996年）

### 專業資格
- 工程師註冊：中華民國土木工程技師

### 榮譽
- 中國土木水利學會傑出論文獎（1983年）
- 亞太營造會議傑出學術研究獎（1988年）
- 中華民國傑出科技人才榮譽獎（1990年）
- 地工技術論文獎（1993年）
- 道路工程獎章（1994年）

### 專利
- 地下連續壁OL型縫工法之專利（與李光雄共有，1987年7月31日，中華民國專利公告號 00106546）

## 主要著作
- 大地工程基礎深開挖設計
- 地下連續壁工程
- 地錨工程
- 潛盾隧道工程
- 地質改良評估